# Monte Magno (Prealpi Luganesi)
Il Monte Magno è una montagna del gruppo del Tamaro nelle Prealpi Luganesi, alta 1636 m.
L'intero rilievo è compreso nel territorio del comune di Alto Malcantone, nel Canton Ticino, in Svizzera, a breve distanza dal confine italiano.

## Descrizione
Il Magno, situato lungo la cresta montuosa fra i due monti più alti del gruppo, il Tamaro e il Lema, si presenta come una cima erbosa, piuttosto arrotondata, ma dai versanti scoscesi.
Sulla sommità, dalla quale si gode di un buon panorama, è presente un ometto in pietre.

## Escursionismo
Normalmente la cima viene raggiunta percorrendo la traversata dal Monte Lema al Monte Tamaro, in cui si cammina sulla cresta delle montagne che formano parte della catena Tamaro-Gambarogno-Lema.